# Trzeci szympans
Trzeci szympans - książka autorstwa Jareda Diamonda, wydana w 1991.
Jest to pierwsza książka Diamonda. Rozważa w niej głównie dwa zagadnienia:
- co spowodowało, że w tak krótkim czasie człowiek z "po prostu kolejnego dużego ssaka" stał się dominującą siłą na Ziemi.
- do jakiego stopnia przyszłość ludzkości może zakłócić dziedzictwo przeszłości naszego gatunku przejawiające się szczególnie w postaci ludobójstwa i zniszczenia środowiska.

Tytuł książki odnosi się do ludzi, jako do trzeciego gatunku szympansa. Dwa pozostałe to szympans zwyczajny i bonobo.